# Myzomèle à menton blanc
Myzomela albigula
Espèce
Statut de conservation UICN

 DD  : Données insuffisantes
Le Myzomèle à menton blanc (Myzomela albigula) est une espèce de passereau de la famille des Meliphagidae.

## Répartition
Il est endémique en Papouasie-Nouvelle-Guinée.

## Sous-espèces
D'après Alan P. Peterson, 2 sous-espèces ont été décrites :
- Myzomela albigula albigula Hartert 1898
- Myzomela albigula pallidior Hartert 1898